# Uetersener Klosterrose
Die Uetersener Klosterrose ist eine moderne Kletterrose aus dem Hause Rosen Tantau. Ihr Name ehrt die Zisterzienserinnen, die Mitbegründerinnen des Uetersener Klosters, eines der bedeutendsten Kulturdenkmäler in Schleswig-Holstein. Eingeführt und getauft wurde sie im Juli 2006 in Uetersen. Ihr Name soll an die Symbolkraft erinnern, die der Rose von den Zisterziensern zugesprochen wurde. Sie war der Jungfrau Maria geweiht und der Inbegriff des göttlichen Geheimnisses.
Sie ist eine öfterblühende, vieltriebig wachsende Kletterrose, mit einem aufrechten und breitbuschigen Wuchs. Unter guten Bedingungen und Pflege kann sie eine Höhe von drei Metern erreichen. Die Blüte ist ballförmig geformt und cremefarbig, sie besitzt zudem ein gelbes Staubgefäß. Durch die Blütenform erinnert sie an die Rose Raubritter. Sie verbreitet einen angenehmen milden zum Teil auch süßlichen Wildrosenduft. Die Laubblätter der Rose sind überwiegend dunkelgrün.
Die Uetersener Klosterrose ist frosthart bis −23 °C (USDA-Zone 6). Die Rose gilt als sehr pflegeleicht und hat eine hohe Resistenz gegen Schädlinge.